# 和盛镇 (宁县)
和盛镇，是中华人民共和国甘肃省庆阳市宁县下辖的一个乡镇级行政单位。

## 行政区划
和盛镇下辖以下地区：
康宁社区、昌盛社区、店子村、东乐村、屯庄子村、范家村、高崖头村、阁老村、公曹村、和盛村、惠家村、楼台村、庙底村、庙花村、三任村、吴家村、西刘村、显头村、杨庄村、湫包头村和南家村。